# Dasychira argentea
Dasychira argentea är en fjärilsart som beskrevs av Antonius Johannes Theodorus Janse 1915. Dasychira argentea ingår i släktet Dasychira och familjen tofsspinnare. Inga underarter finns listade i Catalogue of Life.